# Jambon persillé

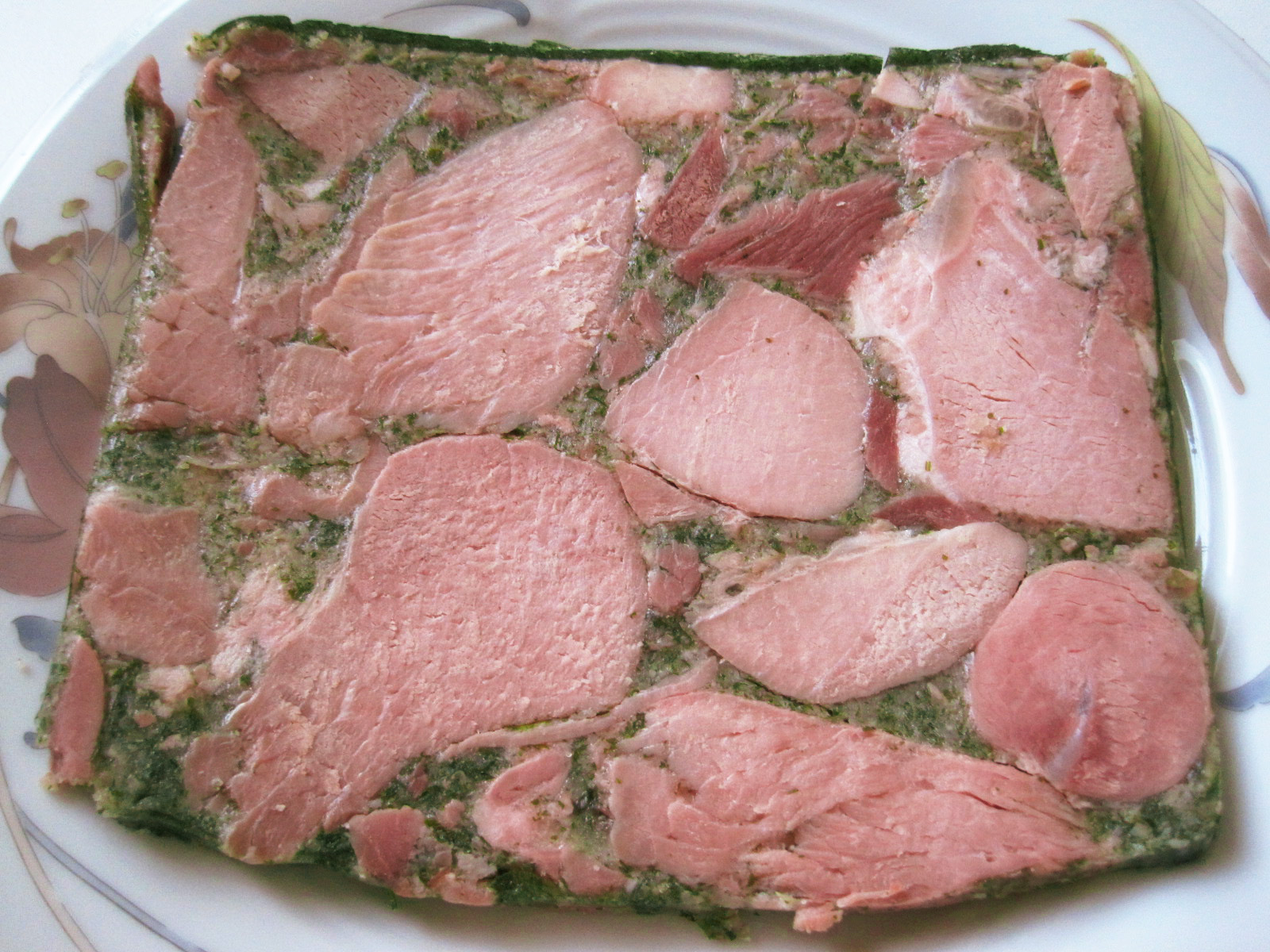
Jambon persillé

Jambon persillé (z fr. „szynka z pietruszką”, także jambon de Pâques, „szynka wielkanocna”) – rodzaj francuskiej wędliny w postaci kawałków gotowanej szynki wieprzowej w galarecie z dodatkiem pietruszki oraz innych ziół i przypraw (tymianku, liścia laurowego, cebuli i czosnku) a także białego wina. Tradycyjnie przyrządzana na Wielkanoc, wędlina wywodzi się z burgundzkiego departamentu Côte-d’Or.